# بسکتبال در المپیک تابستانی ۱۹۵۶
بسکتبال در بازی‌های المپیک تابستانی ۱۹۵۶ نام رویداد ورزش بسکتبال در بازی‌های المپیک تابستانی بود که در سال ۱۹۵۶ برگزار شد.

## رتبه بندی نهایی
1. ایالات متحده آمریکا
2. اتحاد شوروی
3. اروگوئه
4. فرانسه
5. بلغارستان
6. برزیل
7. فیلیپین
8. شیلی
9. کانادا
10. ژاپن
11. چین
12. استرالیا
13. سنگاپور
14. کره جنوبی
15. تایلند

## نتایج

### مرحله گروهی

#### گروه آ
| تیم                 | PTS | P | برد | باخت | گل زده | گل خورده |
| ------------------- | --- | - | --- | ---- | ------ | -------- |
| ایالات متحده آمریکا | ۶   | ۳ | ۳   | ۰    | ۳۲۰    | ۱۲۲      |
| فیلیپین             | ۵   | ۳ | ۲   | ۱    | ۱۸۴    | ۲۲۶      |
| ژاپن                | ۴   | ۳ | ۱   | ۲    | ۱۷۱    | ۲۲۴      |
| تایلند              | ۳   | ۳ | ۰   | ۳    | ۱۲۳    | ۲۲۶      |

#### گروه ب
| تیم                | امتیاز | P | برد | باخت | گل زده | گل خورده |
| ------------------ | ------ | - | --- | ---- | ------ | -------- |
| فرانسه             | ۶      | ۳ | ۳   | ۰    | ۲۳۶    | ۱۸۳      |
| اتحاد جماهیر شوروی | ۵      | ۳ | ۲   | ۱    | ۲۵۵    | ۱۷۷      |
| کانادا             | ۴      | ۳ | ۱   | ۲    | ۲۰۶    | ۲۳۴      |
| سنگاپور            | ۳      | ۳ | ۰   | ۳    | ۱۵۴    | ۲۵۷      |

#### گروه ث
| تیم       | امتیاز | P | برد | باخت | گل زده | گل خورده |
| --------- | ------ | - | --- | ---- | ------ | -------- |
| اروگوئه   | ۶      | ۳ | ۳   | ۰    | ۲۳۸    | ۱۸۷      |
| بلغارستان | ۵      | ۳ | ۲   | ۱    | ۲۴۲    | ۱۹۹      |
| Formosa   | ۴      | ۳ | ۱   | ۲    | ۲۱۶    | ۲۴۹      |
| کرهٔ جنوبی | ۳      | ۳ | ۰   | ۳    | ۱۹۴    | ۲۵۵      |

#### گروه د
| تیم      | امتیاز | P | برد | باخت | گل زده | گل خورده |
| -------- | ------ | - | --- | ---- | ------ | -------- |
| برزیل    | ۴      | ۲ | ۲   | ۰    | ۱۶۷    | ۱۲۵      |
| شیلی     | ۳      | ۲ | ۱   | ۱    | ۱۳۷    | ۱۳۴      |
| استرالیا | ۲      | ۲ | ۰   | ۲    | ۱۲۲    | ۱۶۷      |